# Su Song
Su Song ( chino simplificado: 苏颂, chino tradicional: 苏颂; pinyin: Su Song, nombre de cortesía: Zirong子容) (1020 - 19 de junio de 1101) fue un erudito chino que se especializó como ingeniero, poeta, naturalista, anticuario, y embajador de la dinastía Song (960-1279).

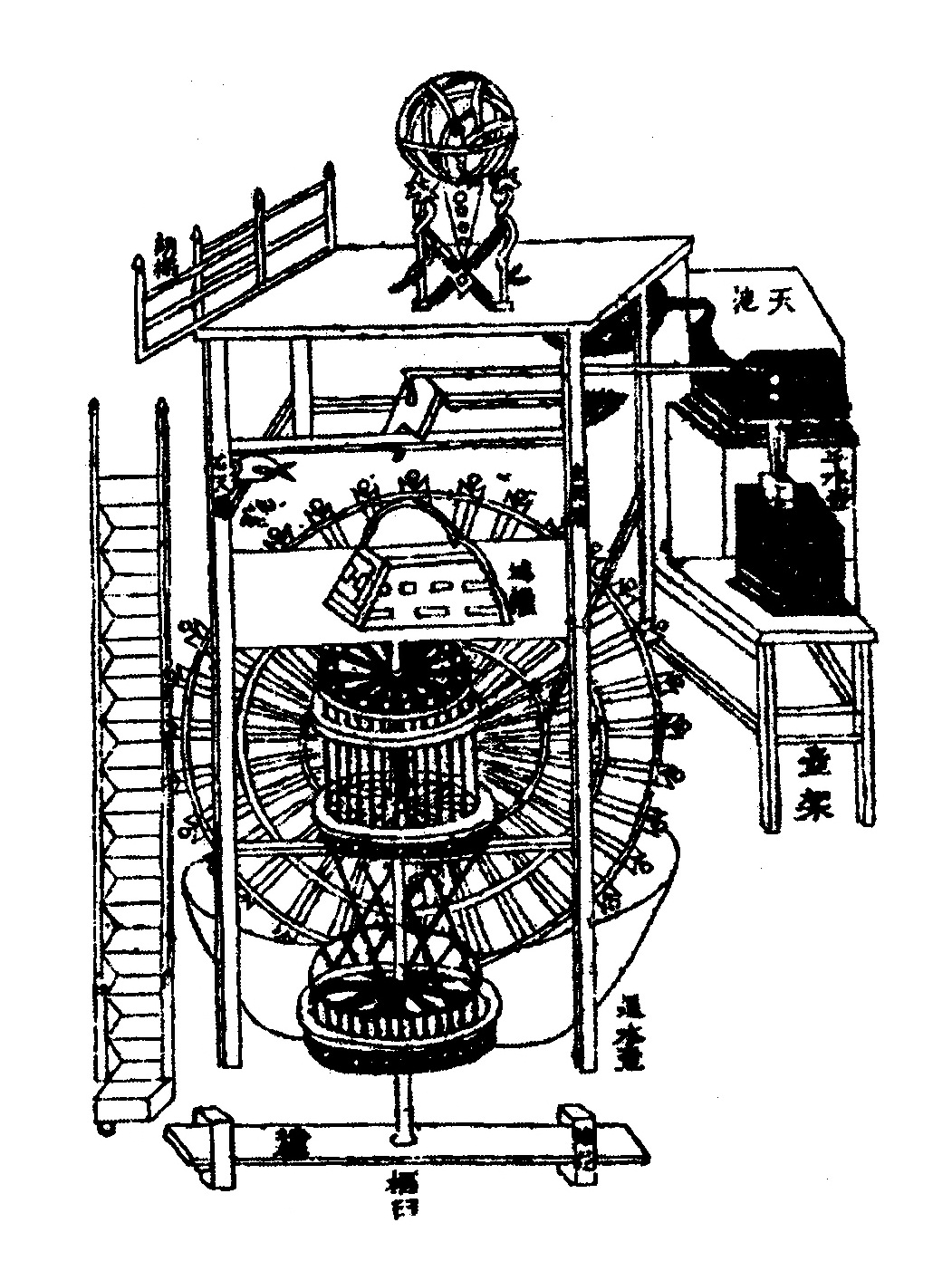
Esquema original del libro de Song, que muestra el funcionamiento interno de la torre del reloj.

Song fue el ingeniero que elaboró la Torre de reloj en la Edad Media en la ciudad de Kaifeng, misma que funcionaba por medio de un sistema hidráulico. Además, empleó un mecanismo de escape. El mecanismo de escape que Song utilizó fue inventado por el monje budista Yi Xing, y fue en el año 725 donde el gobierno de Liang Lingzan lo hizo funcionar con el mecanismo de funcionamiento de la esfera armilar, a pesar de que Song fue el primero en utilizar una esfera armilar en un reloj mecánico. Además, la torre de Song es la más antigua en usar un sistema de cadenas de transmisión -llamado en chino ti tian (天梯)-, o «escalera celestial», como se muestra en su retrato de relojería. La torre de reloj tuvo 133 sistemas mecánicos diferentes para indicar y hacer sonar la hora. El tratado de Song que habla sobre la Torre de reloj (Xinyi Xiangfayao (新 儀. 象 法 要)), está intacto desde su creación en 1092; de la misma manera la publicación oficial impresa en 1094. El libro ha sido analizado por varios estudiosos como Joseph Needham.
La estructura más famosa de Song fue desmantelada debido a la invasión del ejército Jurchen en el año 1127, y, aunque se hicieron intentos para volver a levantar la torre del reloj, nunca se restableció con éxito. Si bien, el tratado de Xiangfayao Xinyi fue el más conocido, Song tenía otros trabajos compilados. Hizo un atlas con varios mapas de las estrellas, mapas terrestres, así como un tratado de farmacología. En este último se discutieron temas relacionados con la mineralogía, zoología, botánica, y metalurgia.
Tiempo después, jesuitas europeos viajaron a China; fue el caso Mateo Ricci y Nicolás Trigault, los cuales en sus escritos mencionaron brevemente los relojes chinos que utilizaban un sistema de transmisión en cadena. Los primeros visitantes europeos en China creyeron erróneamente que la tecnología china no pasaba de la clepsidra, los relojes de fuego y los relojes de sol Creyeron, por tanto, que los mecanismos de relojería eran nuevos en China y que podría ser algo muy valioso que los europeos podían ofrecer. Aunque no es tan prominente como el periodo de la Dinastía Song, hay textos contemporáneos de la Dinastía Ming (1368-1644) que describen una historia relativamente intacta de los diseños de los relojes mecánicos en China desde el siglo XIII hasta el siglo XVI.

## Vida y obra

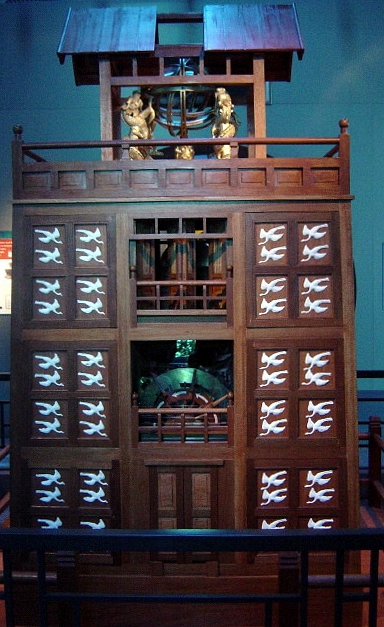
Modelo a escala de la Torre del reloj astronómico.

### Carrera como erudito oficial
Su Song nació en la actual Fujian, cerca de la ciudad medieval Quanzhou. Al igual que su contemporáneo Shen Kuo (1031-1095) Song fue un polímata, para asidar paso a que la vida de Song fuera escrita por su colega más joven, un estudiante de Hanlin: Ye Mengde (1077–1148) Song, en su juventud llegó a dominar los exámenes provinciales y llegó a la cima de la lista de los nominados para escribir el mejor ensayo sobre los principios generales y la estructura del calendario chino. Desde muy temprana edad, el interés por la astronomía y la ciencia del calendario, lo llevarían por un camino para ser distinguido como un burócrata erudito. En su tiempo libre le gustaba escribir poesía, misma herramienta que utilizó para alabar las obras de los artistas como Li Gonglin (1049-1106). También era anticuario y coleccionaba obras de arte antiguas de la Dinastía Song.
En cuanto a la política, Song alcanzó el puesto de embajador y presidente de los Ministerio de Personal en la capital de Kaifen, y también era conocido como experto en administración y finanzas. Después de servir en el Ministerio de Personal, fue nombrado ministro de Justicia en el año 1086. Fue nombrado como distinguido director de la «Academia de Ilustres Académicos», donde en 1063 editó, redactó y agregó un prefacio de la obra clásica Huainanzi de la Dinastía Han( 202 a. C.-220). Al final, Song subió al puesto de vicepresidente de la cancillería china. Entre las muchas posiciones honorables y títulos otorgados, Song fue uno de los tutores del heredero suplente al Imperio chino. En la corte, optó por distanciarse de las rivalidades políticas de los conservadores, encabezada por el primer ministro Sima Guang (1019-1086), y los reformistas encabezados por el primer ministro Wang Anshi (1021-1086), aunque muchos de sus colaboradores fueron de acción conservadora. En 1077 fue enviado en una misión diplomática hacia el norte de China, a la Dinastía Liao de los kitán. El intercambio de ideas sobre la ciencia del calendario fue el principal punto tratado, ya que los Liao crearon su propio calendario en el año 994 Song, comentó al emperador de su región, -con un poco de vergüenza- que el calendario de los kitán era un poco más preciso que el de él, dando lugar a la imposición de multas y castigos por parte de la Oficina de Astronomía y Calendario. Como prueba de la falla del calendario de Song, se narra la siguiente anécdota:«Song iba a viajar al norte de Liao, para llegar rápidamente a una fiesta de cumpleaños, la cual coincidió con un solsticio de invierno del calendario de Song», pero en realidad, el solsticio de invierno era un día después, como se establecía en el calendario de Liao. El historiador Liu Heping afirma que el emperador Zhezong de Song, patrocinó la Torre del reloj de Song en 1086 con el fin de competir con la torre de Liao por "superioridad científica y nacionalidad". En 1081 el tribunal instruyó a Song para compilar en un libro, la historia diplomática de las relaciones Liao-Song, una tarea compleja, que una vez terminada constó de 200 vols. Con su amplio conocimiento en la cartografía, Song fue capaz de resolver una disputa fronteriza entre las dinastías Liao y Song.

### Astronomía

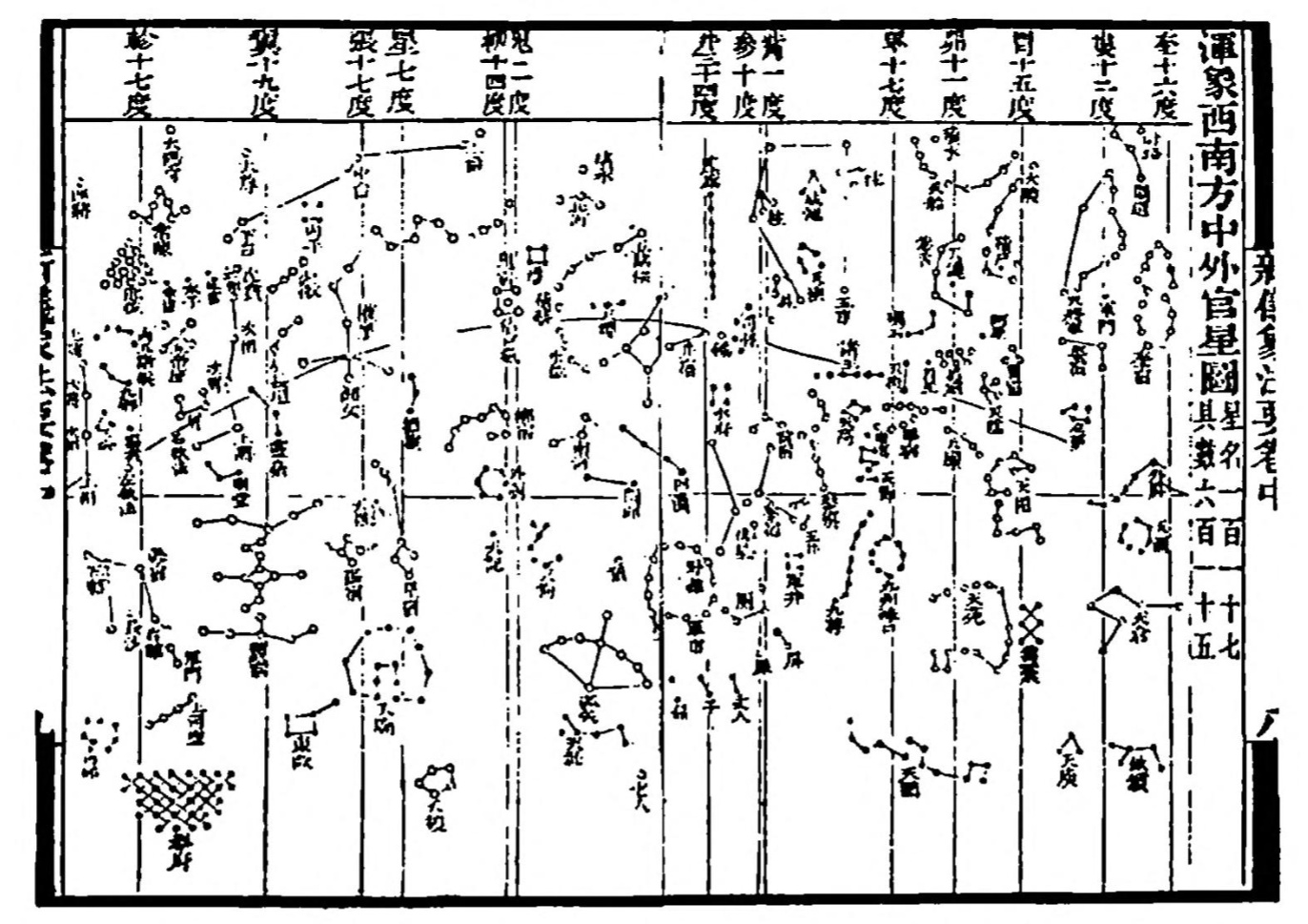
Mapa de las estrellas con la proyección cilíndrica equidistante, a partir del tratado Xinyi Xiangfayao.

Song creó un atlas geográfico (en 5 mapas por separado) que tenía los husos horarios entre los Xiu (mansiones lunares) que forman los meridianos astronómicos, con estrellas marcadas en una proyección cilíndrica equidistante en cada lado de la línea ecuatorial, y por lo tanto, estaba bien realizado con las distancias al norte polar establecidas por Song. Por otro lado, Song, posiblemente tomó ventaja de los descubrimientos astronómicos de su rival político y astrónomo contemporáneo Shen Kuo. Esto es así porque en el cuarto mapa de estrellas, Song coloca la estrella polar entre Tian-shu (-350 grados) y la corriente polar, lo que fue el cálculo más preciso (en 3 grados) que Shen Kuo había hecho al observar la estrella polar en un periodo de tres meses con su tubo de observación mejorado. Hubo muchos mapas estelares escritos antes que el libro de Song, pero la importancia de estos libros es que tienen de forma impresa los mapas más antiguos de estrellas existentes.

### Farmacología, botánica, zoología y mineralogía

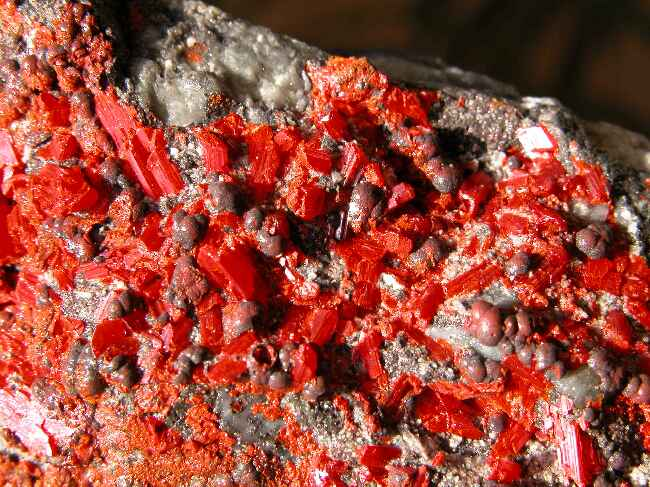
Su Song categorizó y describió con precisión los atributos de muchos minerales, incluyendo la superficie de color rojo y picada, del rejalgar de la imagen.

En 1070, Su Song, y un equipo de eruditos compilaron y editaron el Tujing Bencao ('Farmacopea Ilustrada ", material original desde 1058 hasta 1061), el cual era un tratado de botánica farmacéutica, zoología y mineralogía. En la recopilación de información para el conocimiento farmacéutico, Su Song trabajó con notables estudiosos como Zhang Yuxi, Yi Lin, Dong Zhang, y muchos otros. Este tratado documenta una amplia gama de prácticas farmacéuticas, incluyendo el uso de efedrina como droga. Incluye información valiosa sobre la metalurgia y las industrias del acero y de hierro durante el siglo XI chino. Creó un enfoque sistemático para el uso de los diferentes minerales y su uso en los brebajes medicinales, todas las formas conocidas de la mica para su uso curativo a través de la digestión. Escribió sobre la fractura subconcoidea del cinabrio, las huellas de las vetas de los minerales y la descripción proporcionada de sus cristales. Al igual que el científico alemán Georgius Agricola, que escribió que las vetas de minerales se formaban por las corrientes de aguas subterráneas, Su Song hizo declaraciones similares pero con el carbonato de cobre (II), y de igual manera Bencao Rihua lo hizo con el sulfato de cobre (I). El libro de Song fue el primer tratado escrito en China para describir el lino, a la urtica thunbergiana y al castaño japonés. De acuerdo con Edward Schafer, Su Song describió con precisión la calidad traslúcida del rejalgar, el origen de rejalgar desde las menas encontradas en los desfiladeros rocosos de los ríos, que su molde resulta agujereado, que alcanza un color rojo oscuro, casi violeta y que el mineral varía en tamaño, pudiendo ir desde el rango de un guisante hasta el de una nuez. Tomando como evidencia la obra antigua de Cheng Hsuan (127-200), Song intuye que los médicos de la dinastía Zhou utilizaban el rejalgar como medicamento para curar las úlceras Se cree que en la época de Song los "cinco venenos" utilizados en el imperio de Zhou eran el cinabrio, el rejalgar, la calcantita el alumbre y la magnetita Song hizo una descripción sistemática de los animales y de las regiones ambientales donde podrían ser encontrados, tal como lo hizo con diferentes especies de cangrejos de agua dulce, de mar y de tierra. Por ejemplo, señaló que la especie de cangrejo de agua dulce Eriocher sinensis podría ser encontrado en el río Huai, pasando por Anhui, en las vías fluviales cercanas a la capital, así como en los embalses y pantanos de Hebei El libro de Song fue copiado y conservado dentro del Bencao Gangmu de la dinastía Ming (1368*1644) por el físico y farmacólogo Li Shizhen (1518-1593).

### Relojería y la ingeniería mecánica
Song ha compilado uno de los mejores tratados chinos de relojería en la Edad Media, tras rodearse de un séquito de notables ingenieros y astrónomos para ayudarle en varios proyectos: Xinyi Xiangfayao (literalmente, «Fundamentos de un nuevo método para mecanizar la rotación de una esfera armilar y un globo celeste»), escrito en 1092, fue su último trabajo en el ámbito de la relojería y en el trabajo de los relojes. Afortunadamente este libro fue hecho con 47 diferentes ilustraciones a gran detalle de los trabajos mecánicos de su torre del reloj.
El proyecto más grande de Su Song fue la torre del reloj astronómico impulsada con agua, de 12 m de altura, construido en Kaifeng, el modelo piloto de la madera se completó en 1088, los moldes de bronce en 1090, mientras que el trabajo completo se terminó en 1094, en el imperio de Zhezong de Song
 El emperador había encargado anteriormente a Han Gonglian, secretario interino del Ministerio del personal, para dirigir el proyecto, pero por el liderazgo de Song, el proyecto le fue entregado a él y no a Han Gonglian. En 1086 el emperador ordenó a Song que construyera el Hun Yi o reloj armilar, para que hubiera un nuevo reloj armilar en la ciudad. Song trabajó con la ayuda de Han Gong-lian, quien aplicó sus extensos conocimientos matemáticos para la construcción de la torre del reloj. Un modelo de madera a escala de la torre fue lo primero que creó Song, una pieza donde se detallaba las piezas de la torre original. Al final la torre quedó con muchas características fascinantes, como el ser impulsada por agua, la rotación armilar en el ámbito superior de la torre, su peso de 10 a 20 t, un globo celeste de bronce en la parte superior colocado en el centro de 1 37 m de diámetro, mecánicamente temporizado, maniquíes rotando vestidos con hanfues (ropa tradicional) en miniatura que salían por una puerta para anunciar la hora de día mediante la designación de la lectura de placas, el sonido de las campanas y de los gongs o golpeando tambores, un uso sofisticado de engranajes oblicuos y un mecanismo de escape, así como una fachada en el exterior simulando una pagoda china. Una vez terminada, la torre fue llamada Shui Yun Yi Xiang Tai o Torre de la esfera de accionamiento hidráulico con un globo.
Joseph Needham escribe:

Después de la invención del escape en el año ~ 725 (dinastía Tang) hubo un gran florecimiento de las ruedas dentadas de relojes y cronómetros, que culminó con la obra maestra de bronce y hierro elaborada por Song en ~ AD 1088.

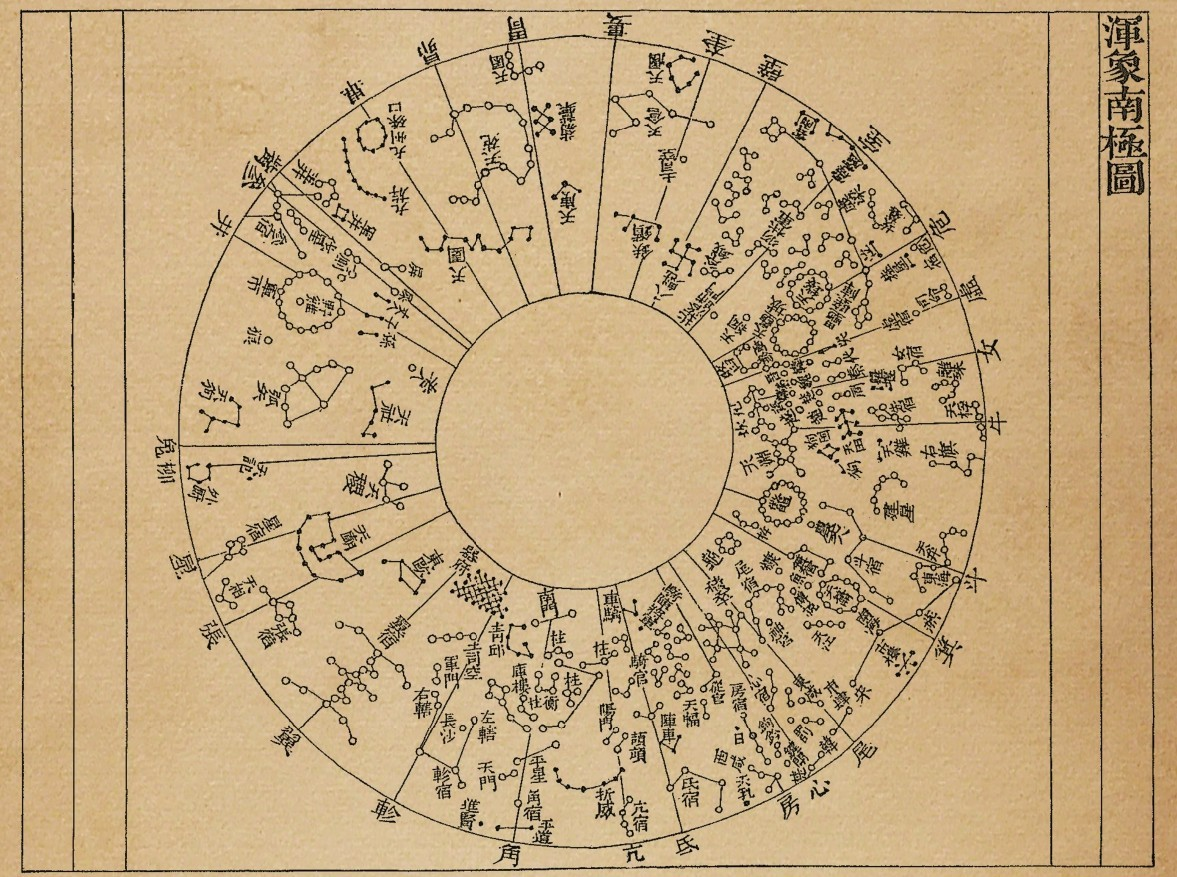
Mapa estelar de la proyección del polo sur, del globo celeste de Song, Xin Yi Xiang Fa Yao, 1092.

Años después de la muerte de Song, la capital de Kaifeng fue saqueada y tomada en 1127 por los yurchen de la zona de Manchuria bajo el mando de la Dinastía Jin. La torre del reloj fue desmantelada pieza por pieza por los yurchen, quienes cambiaron las piezas originales para reconstruirla en la actual Pekín. Sin embargo debido a la complejidad de la torre, no fueron capaces de reconstruirla nuevamente con éxito. El nuevo emperador Gaozong de Song, instruyó al hijo de Song, Su Xie, para que reconstruyera la torre de nuevo en su lugar, y Su Xie se puso a trabajar en el estudio de los textos de su padre, junto con otros expertos en la materia. Sin embargo, tampoco tuvieron éxito en la creación de otra torre del reloj, convenciéndose así Xie que su padre había dejado deliberadamente algunos componentes esenciales fuera de su obra escrita y diagramas para que otros no se robaran sus ideas.
Como señala el sinólogo e historiador Derk Bodde, el reloj astronómico de Song no dejó lugar para que se diera una nueva generación masiva de relojes en China, ya que su trabajo era en gran parte un esfuerzo patrocinado por el gobierno exclusivo de los astrónomos y los astrólogos en la corte imperial. A pesar de esto, el legado de Song en la mecánica no terminó con la construcción de la torre. En el 1150, el escritor Xue Jixuan señaló que existían cuatro tipos de relojes en sus días; la clepsidra, el reloj de fuego, el reloj de sol y el reloj de fondo rotatorio y manantiales. Las reglas de la Dinastía Yuan tuvieron un gran interés en los avances de la relojería mecánica. El astrónomo Guo Shoujing ayudó a restaurar el Antiguo observatorio de Pekín en 1276, donde se diseñó una esfera armilar con funcionamiento hidráulico con tomas de reloj aplicadas plenamente y haciendo sonar las horas. Complejos engranes para relojería de origen chino se siguieron usando en la Dinastía Ming con nuevos diseños impulsados por el poder de la arena en vez de agua para proporcionar una fuerza motriz a la transmisión de la rueda y algunos relojes mings con la reducción de engranes que los relojes de Song. El primer diseño de reloj de arena fue realizado por Zhan Xiyuan alrededor del año 1370, que incluyó no sólo la esfera armilar de Song sino también una nueva adición de un dial, encima de un puntero circular al igual que los nuevos relojes europeos de la misma época.

## Mecanismo de escape de Song

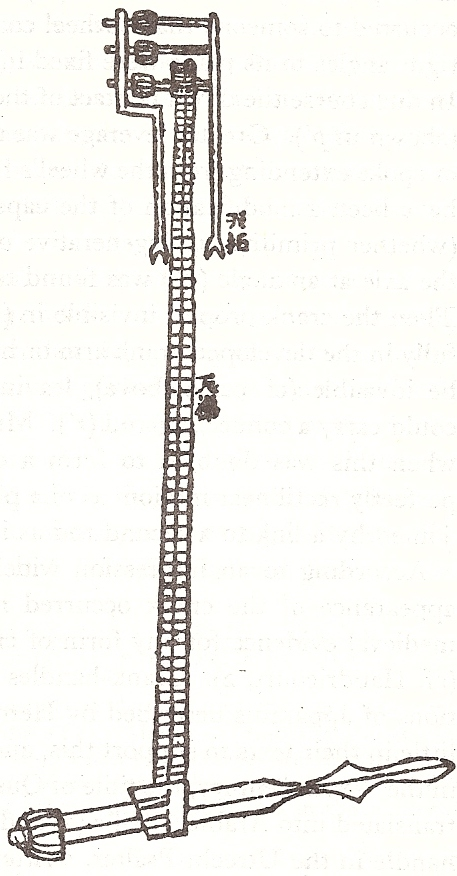
La ilustración más antigua conocida de un interminable transmisión de la potencia cadena de transmisión, en el libro de Song de 1092, se llamó la "escalera celestial" y fue utilizado para el acoplamiento del eje motriz principal de su torre del reloj a la caja de la esfera de engranajes armilar (que estaba montada en la parte superior de la torre).

En el dispositivo de Song "bielas de acción progresiva noria de la acción de la detención de la fuga y la liberación" se logró por la gravedad ejercida periódicamente a medida que el flujo continuo de líquido llene los recipientes de tamaño limitado. En una sola línea de la evolución, el reloj de Su Song por lo tanto, unido al concepto de la clepsidra y el reloj mecánico en la ejecución de un solo dispositivo por la mecánica y la hidráulica. En su memorial, Su Song, escribió acerca de este concepto:

Según la opinión de tu siervo ha habido muchos sistemas y diseños de instrumentos astronómicos durante las dinastías pasadas todas diferentes entre sí en aspectos menores. Pero el principio de la utilización de agua de alimentación para el mecanismo de conducción ha sido siempre la misma. Los cielos se mueven sin cesar, pero también lo hace el flujo de agua (y caída). Así, si el agua está hecha para verter con regularidad perfecta, entonces la comparación de los movimientos de rotación (de los cielos y la máquina) no mostrará ninguna discrepancia o contradicción, pues el infatigable sigue la incesante.

En su escrito, Song acreditó, como el predecesor de su obra del reloj, la potencia de la esfera armilar hidráulica de Zhang Heng (78-139), un científico chino que vivió antes que él. La esfera armilar de Song fue también fuertemente influenciada con la esfera armilar de Zhang Sixun (976 dC), quien también utilizó el mecanismo de escape y líquido de mercurio en vez de agua en la noria de su torre del reloj astronómico (ya que el mercurio líquido no se congela durante el invierno, no se corroe y no oxida los componentes metálicos en el tiempo). Sin embargo, Song afirmó en su escrito que tras la muerte de Zhang, nadie fue capaz de replicar el dispositivo, al igual que el de él.
Los mecanismos de relojería mecánicos para la torre astronómica de Su Song contaron con una gran conducción de ruedas que tenía 3.35 metros de diámetro, con 36 bolas en su circunferencia, en cada uno de los cuales el agua se vertía al tipo uniforme de la "constante de nivel de tanque (Needham, figura. 653). El principal eje motriz de hierro, tenía sus cuellos cilíndricos apoyados en cojinetes en forma de media luna, terminado en un piñón que engranaba con una rueda dentada en el extremo inferior del eje de la transmisión vertical.
Joseph Needham ofrece una descripción general de la propia torre del reloj:

El trabajo del reloj de Song, impulsado por una rueda hidráulica, perfectamente cerrados y dentro de la torre, se gira una esfera armilar de observación en la plataforma superior y un globo celeste en el piso superior. El sonido que hace para anunciar el tiempo se cumplió visual y sonoramente por las actuaciones de numerosos conectores instalados en los ocho ruedas superpuestas de un eje de tiempo de mantenimiento y que aparece en las ventanas en la estructura de pagoda como en la parte delantera de la torre. Dentro del edificio, a unos 12.19 metros de altura, la conducción de la rueda fue provista con una forma especial de escape, y el agua se bombea de nuevo en los tanques periódicamente por medios manuales. El indicador de tiempo debe haber incluido un engranaje de conversión, ya que daba resultados "desiguales", con señales de tiempo iguales, y la esfera probablemente tenía esto. El tratado del reloj de Song, el Hsin I Hsiang Fa Yao, constituye un clásico de la ingeniería relojera.

La redacción anterior comprende a la ilustración 650, mientras que la figura 656 muestra las norias superiores e inferiores con sus tanques y la rueda manual para operar ellas.
La fig. 657 muestra una foto del lugar en miniatura y a escala reducida de los fundamentos del mecanismo de escape en una ilustración (en el libro de Song), con el subtítulo de Needham, expuesta en esta cita: "El mecanismo del 'equilibrio celestial' o el escape de un reloj de Su Sung (Xinyi Xiangfayao..., capítulo 3, pág. 18b)" Esta última figura está cuidada por etiquetas.
- Un bloqueo superior derecho.
- Enlace superior
- Bloqueo superior izquierdo
- eje o pivote
- cadena larga
- contrapeso superior
- sumidero
- comprobación de tenedor de la palanca de contrapeso inferior
- acoplamiento de la lengua
- contrapeso principal (es decir, menor).

La figura 658. muestra una figura más compleja con media página de ilustración a escala del gran mecanismo de escape de Song, etiquetando estas partes individuales que interactúan entre sí:
- Rayo de la rueda parado
- bloqueo superior izquierdo
- bola rellena
- chorro de agua del tanque de nivel constante
- contrapeso pequeño
- control de la tijera disparada por un pasador de proyección en la esfera, formando el extremo cercano
- palanca con equilibrio en la parte inferior
- Contrapeso menor
- lengua de acoplamiento,
- cadena larga
- palanca de equilibrio superior, que tiene en su extremo más alejado
- contrapeso superior, y en su extremo cercano
- una cadena de corta que lo conecta con la cerradura superior por debajo de ella
- bloqueo superior derecho[59]

## La cadena de transmisión sin fin

Cadena de rodillos sin fin y rueda dentada, utilizados en la torre del reloj de Su Song para operar la rotación de la esfera armilar

La más antigua representación de una cadena de transmisión sin fin es la que se encuentra en el tratado de la relojería de Song. Se utiliza en la relojería para el acoplamiento del eje de accionamiento principal de la caja de cambios esfera armilar (rotando tres piñones pequeños), como se ve en la figura Needham. 410 y la fig. 652. Este pertenecía al extremo superior del eje de transmisión vertical principal, la incorporación de los engranajes en ángulo recto y los engranajes oblicuos conectados por un eje corto de ralentí. La corona dentada llamado el anillo de movimiento de engranajes diurnos estaba en condiciones alrededor de la estructura de la esfera armilar a lo largo del paralelo de declinación cerca del polo sur. Aunque el antiguo griego Filón de Bizancio (siglo III a. C.) hace una especie de cinta sin fin para su revista arcuballista, la cual no transmite energía continua, esa fue la fuente de influencia para la cadena de transmisión de Song conocida en China desde la dinastía Han (202 a. C.-220). En el tratado de la relojería Song afirma lo siguiente:

La cadena de transmisión (escalera celestial, literalmente) es de 5.9 m de largo. El sistema es el siguiente: Una cadena de hierro con los eslabones unidos entre sí, para formar un circuito sin fin; ésta cuelga desde la parte superior de la rueda de la cadena que esta oculto en la columna que sostiene la esfera armilar central y también pasa en la parte baja de la rueda de la cadena, que está montada en el eje principal. Cada vez que un eslabón se mueve, un diente del engrane se mueve hacia adelante y gira el componente de organizadores de tiempo, siguiendo así el movimiento del sol.

Además, las coronas dentadas y los engranes de accionamiento superior tenían cada uno 600 dientes, que por la cuidadosa precisión matemática de Song, los cálculos del día estaban divididos en unidades de 1/600.

## Esfera armilar de Su Song
En el tercer vol. de Joseph Needham de Ciencia y civilización en China, el dibujo de la figura 159, muestra un dibujo de la esfera armilar de Su Song (como se muestra en su tratado del siglo XI), con tres de los nidos de los o las capas de la mecánica de rotación de los anillos. Fue el astrónomo chino Li Chun-feng de la dinastía Tang, que en el 633 AC. creó la esfera armilar en primer lugar con tres capas para calibrar múltiples aspectos de la observación astronómica. La esfera armilar de Zhang ha sido a menudo comparada con la del siglo XIII del monarca Alfonso X de Castilla en la época islámica de España. La principal diferencia era que el instrumento de Alfonso ofreció un acuerdo para realizar mediciones del azimut y la altura, que estaba presente en la tradición árabe, mientras que la esfera armilar de Su Song se graduó debidamente. Para la elaboración de la esfera armilar de Song, el listado de componentes son:
- El nido exterior[66]
  - Círculo del meridiano
  - Círculo del horizonte
  - En torno al ecuador exterior
- El nido de en medio[67]
  - Solsticio del círculo coluro
  - Círculo eclíptico
  - movimiento diurno de engranajes de anillo, que conecta con el poder de tracción
- El nido del interior[67]
  - Círculo polar montado en la declinación del anillo o un ángulo de huso horario
  - Tubo de observación que se le atribuye, y reforzado por un refuerzo diametral
- Otras partes[67]
  - Columna vertical que oculta el eje de transmisión
  - Columnas de soporte en forma de dragones
  - Pieza transversal de la base, la incorporación de niveles de agua
  - Centro del polo sur
  - Centro del polo norte

## Legado del escrito de la transmisión mecánica de Song
Cuando el Xinyi Xiangfayao de Song fue escrito en 1092 y finalizó la monografía de la relojería presentado en 1094, su trabajo fue publicado y distribuido ampliamente en el norte, mientras en el sur, la impresión y circulación de su obra no fue ampliamente distribuido hasta Shi Yuanzhi de Jiangsu hizo imprimir allí en 1172.
Al presentar el proyecto de la torre del reloj al emperador Zhezong, Song comparó el flujo constante de agua con los movimientos continuos de los cielos, el último de los cuales simbolizaban el poder incesante del emperador. Este apeló al emperador, que contó con obras de arte que representaban la torre del reloj en los vehículos de las principales procesiones imperiales, como se muestra en la ilustración de la procesión del carro Grand Imperial de 1053.
El último erudito de la dinastía Ming/Qing ha mantenido un antiguo trabajo de Song, que reproducen fielmente en una edición recién impresa. Se tuvo especial cuidado en evitar cualquier nueva formulación o inconsistencias con el texto original también. Una vez más, fue reimpreso posteriormente por Zhang Xizu (1799-1844).
Curiosamente, el tratado de Su Song en el reloj astronómico no fue el único hecho en China durante su día, como el Song Shi (compilado en 1345), los registros del tratado escrito de la Tianjiyao Shuiyunhun (Wade-Giles: Feng Yun Hun Thien Chi Yao; encendido. Fundamentos de la [Técnica de] aparato de toma de Astronomía girar por la fuerza del agua), escrito por Juan de Taifa. Sin embargo, este tratado no se ha conservado.
En el ámbito de la investigación moderna, el bioquímico británico e historiador de la ciencia china Needham José (1900-1995) (conocido como Li Yuese en China) hizo una extensa investigación y análisis de los textos de Su Song y varios logros en su Ciencia y Civilización en la serie de libros de China. Joseph Needham también relacionado con muchos pasajes detallados de la época medieval china, con a vida de Song y con los logros conocidos en su época. En 1956, John Christiansen reconstruyó un modelo de la torre del reloj de Su Song, en un famoso dibujo, que atrajo la atención en Occidente, hacia la ingeniería china del siglo XI. Un modelo en miniatura del reloj de Su Song fue reconstruida por John Cambridge y está ahora en exhibición en el Museo de Ciencias de Londres en South Kensington. En China, la torre del reloj fue reconstruido a un quinto de su escala real, por Wang Zhenduo, quien trabajó para el Museo Histórico de China en Pekín, en la década de 1950.